# 김숙 (성우)
김숙(1951년 4월 10일 ~ )은 대한민국의 성우이다. 1968년 KBS에 입사했으며, 현재는 KBS 10기이다. 한국방송 성우극회 소속.

## 주요 출연작품

### 영화
- 레미제라블(SBS) - 원장 수녀(마틴 파스칼)
- 코쿤 2(SBS) - 로지 레프코비츠(허타 웨어)
- 해리가 샐리를 만났을 때(SBS) - 종업원(킴벌리 라마르크) / 노년 부부(캐서린 스콰이어)